# Ангел Тодоров (певец)
Вижте пояснителната страница за други личности с името Ангел Тодоров.
Ангел Драгомиров Тодоров е български поп певец и музикант.

## Биография
Роден е през 1943 г. в София. Той е от първия випуск на Студия за поп певци, от който са Йорданка Христова, Стефка Берова и Борис Гуджунов. Популярност през 1960-те години му носи песента „Целуни ме бързо“, кавър с български текст на едноименната песен от репертоара на Елвис Пресли. Издавайки го на плоча, „Балкантон“ допуска техническа грешка и го изписва като Александър Тодоров. През 1960-те години Тодоров има добра кариера, успява да се изявява и в чужбина. През 1970-те години популярността му започва да отслабва. Почива през 1996 г. в София.